# انتخابات ریاست‌جمهوری ایالات متحده آمریکا (۱۹۲۴)
انتخابات ریاست‌جمهوری آمریکا در سال ۱۹۲۴ (به انگلیسی: 1924 United States presidential election) سی و پنجمین انتخابات چهار سالهٔ ریاست جمهوری ایالات متحده بود که در روز ۴ نوامبر ۱۹۲۴ برگزار شد. کالوین کولیج، نامزد حزب جمهوری‌خواه، برای دومین بار به مقام ریاست جمهوری رسید و چارلز گیتس دویز هم معاون رئیس‌جمهور شد.